# オリンピックのコンゴ民主共和国選手団
オリンピックのコンゴ民主共和国選手団（オリンピックのコンゴみんしゅきょうわこくせんしゅだん）は、1968年メキシコシティ大会において、コンゴ共和国（コンゴ・キンシャサ）として初出場した。この大会以後、しばらく出場しなかったが、1984年ロサンゼルス大会で16年ぶりに復帰した。ロサンゼルス大会から1996年アトランタ大会まではザイール(Zaire, IOCコードはZAI)として出場した。2000年シドニー大会から現国名で参加している。2021年現在、夏季大会には11大会に出場しているが、冬季大会には一度も出場していない。また、これまでにメダルを獲得したコンゴ民主共和国選手はいない。
コンゴ民主共和国の国内オリンピック委員会は1963年に設立。国際オリンピック委員会には1968年に承認された。

## メダル獲得数一覧

### 夏季オリンピック
| 大会名                | 金     | 銀     | 銅     | 計     |
| 1968 メキシコシティ   | 0      | 0      | 0      | 0      |
| 1972 ミュンヘン       | 不参加 | 不参加 | 不参加 | 不参加 |
| 1976 モントリオール   | 不参加 | 不参加 | 不参加 | 不参加 |
| 1980 モスクワ         | 不参加 | 不参加 | 不参加 | 不参加 |
| 1984 ロサンゼルス     | 0      | 0      | 0      | 0      |
| 1988 ソウル           | 0      | 0      | 0      | 0      |
| 1992 バルセロナ       | 0      | 0      | 0      | 0      |
| 1996 アトランタ       | 0      | 0      | 0      | 0      |
| 2000 シドニー         | 0      | 0      | 0      | 0      |
| 2004 アテネ           | 0      | 0      | 0      | 0      |
| 2008 北京             | 0      | 0      | 0      | 0      |
| 2012 ロンドン         | 0      | 0      | 0      | 0      |
| 2016 リオデジャネイロ | 0      | 0      | 0      | 0      |
| 2020 東京             | 0      | 0      | 0      | 0      |
| 2024 パリ             | 0      | 0      | 0      | 0      |
| 合計                  | 0      | 0      | 0      | 0      |